# 吕斯
吕斯（法語：Russ，法語發音：[ʁys]）是法国下莱茵省的一个市镇，属于莫尔塞姆区。

## 地理
吕斯（48°29'43"N, 7°15'31"E）面积11.55 平方千米，位于法国大東部大區下莱茵省，该省份为法国大陆部分最东部的省份，是阿尔萨斯的一部分，今与上莱茵省组成了阿尔萨斯欧洲集体，其南至上莱茵省，西南接孚日省和默尔特-摩泽尔省，西接摩泽尔省，北与德国接壤。
与吕斯接壤的市镇（或旧市镇、城区）包括：巴朗巴克、格伦德尔布吕什、布吕克河畔米尔巴克、希尔梅克、维什。

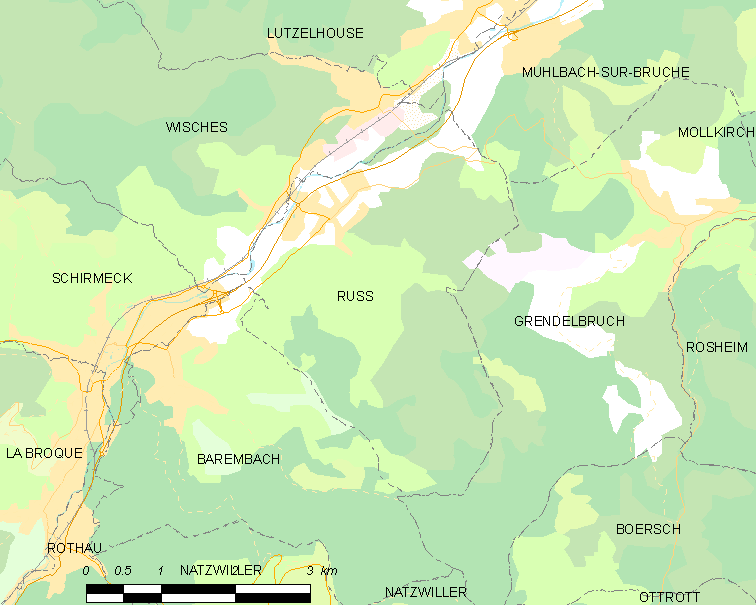
吕斯的OSM定位图

吕斯的时区为UTC+01:00、UTC+02:00（夏令时）。

## 行政
吕斯的邮政编码为67130，INSEE市镇编码为67420。

## 政治
吕斯所属的省级选区为米齐格县。

## 人口

1962-2008年间吕斯人口变化图示

吕斯于2022年1月1日时的人口数量为1233人。